# Malagassische blauwe duif
De Malagassische blauwe duif (Alectroenas madagascariensis) is een vogel uit de familie Columbidae (duiven).

## Verspreiding en leefgebied
Deze soort is endemisch in oostelijk Madagaskar.